# Vittorio Battarra
Vittorio Battarra (Sora, 17 febbraio 1935 – Roma, aprile 2025) è stato un doppiatore e attore italiano.

## Filmografia

### Televisione
- La trincea, regia di Vittorio Cottafavi (1961)
- La donna di fiori, regia di Anton Giulio Majano (1965)
- Caravaggio, regia di Silverio Blasi (1967)
- Delitto di regime - Il caso Don Minzoni, regia di Leandro Castellani (1973)
- Quaranta giorni di libertà, regia di Leandro Castellani (1974)
- Qui squadra mobile (1973-1976, episodi vari)

## Doppiaggio

### Cinema
- Minoru Chiaki ne I sette samurai, La fortezza nascosta (ridoppiaggi)
- Dennis Hopper in La vedova nera
- Red Buttons in Storia di noi due
- Troy Evans ne Il giallo del bidone giallo
- Joe Grifasi in Una lama nel buio
- John Carradine in La casa delle ombre lunghe
- Peter Quince in Febbre a 90°
- Michael Logan in Oliver Twist
- John Dapery in Tommy Tricker e il francobollo magico
- Timothy Spall in Gothic
- Omar Cowan in Bubble
- Belmonte Lyle Latell in Dick Tracy contro Cueball
- Melville Cooper in La leggenda di Robin Hood (ridoppiaggio)
- Richard Lineback in Assassini nati - Natural Born Killers

### Film d'animazione
- Panoramix in Asterix contro Cesare e Asterix e la pozione magica
- Il Capostazione in La freccia azzurra
- Il preside Prickly in Ricreazione - La scuola è finita, Ricreazione - Un nuovo inizio, Ricreazione - All Growed Down
- Il Cappellaio Matto in Gli Orsetti del Cuore nel Paese delle Meraviglie

### Film televisivi
- Philip Baker Hall in Path to War - L'altro Vietnam

### Serie televisive
- Robert Trebor in Hercules, Xena - Principessa guerriera
- Richard Marcus in Jarod il camaleonte
- Michael Tucker in L.A. Law - Avvocati a Los Angeles
- Bruce Weitz in Hill Street giorno e notte
- Kenneth McMillan in L'onore della famiglia
- Leam Blackwood in Street Justice
- Max Wright in Misfits
- Heinrich James in Cyberkidz

### Cartoni animati
- Clorofix in Darkwing Duck
- Svicolone in La caccia al tesoro di Yoghi
- Sindaco Manx in Swat Kats
- Sterzo in Biker Mice da Marte
- Preside Prickly in Ricreazione
- Wally Gator in Hanna & Barbera Robot: Fender Bender 500
- Ranger nei cartoni Disney
- Tockins in House of Mouse - Il Topoclub
- Yuda, Koryu, Jagger (2^voce), Rihaku del Mare (1^voce) in Ken il guerriero
- Uomo Vampiro in Uomo Tigre II
- Generale Dari in Arbegas
- Zio di Renada in Renada
- Dott. Maris (2^ voce) in La famiglia Mezil
- Bum Bum in Sbarbino il pirata
- Eliodoro/Ninurta in Gladiatori - Il torneo delle sette meraviglie
- Lama Teshu in Kim
- Sir Archibald Lester in Sandokan - Le due tigri
- Cha Cha Cha in C'era una volta... Pollon
- Marinario sulla Seagull in Candy Candy
- Cuoco della nave in Charlotte
- Philip il telecronista in Palla al centro per Rudy
- Prof. Pizzetti in Una sirenetta fra noi
- Dott. Maris in La famiglia Mezil
- Volpe in Sei in arresto!
- Padre di Lamù ed altre voci in Lamù, la ragazza dello spazio
- Kuzo (2^ voce), Ken Otsuba (1^ voce) in Grand Prix e il campionissimo
- Pops e Shun Di in Virtua Fighter
- Hikaru in I predatori del tempo
- Nonno di Kagome (1^ voce) in Inuyasha (2ª serie) e InuYasha The Final Act
- Woodhouse in Archer